# 52-го квартала
52-го кварта́ла — посёлок в Ленском районе Архангельской области. Входит в состав Сойгинского сельского поселения.

## География
Посёлок находится в юго-восточной части Архангельской области, на берегу реки Глубокая (приток реки Вычегда), на расстоянии 87 км (по прямой) к юго-западу от села Яренск, административного центра района.

### Часовой пояс
Посёлок 52-го квартала, как и вся Архангельская область, находится в часовой зоне МСК (московское время). Смещение применяемого времени относительно UTC составляет +3:00.

## История
Впервые отмечен на картах в 1969 году как посёлок Сойгинского сельсовета.

## Население
| 2002 | 2010 | 2012 |
| ---- | ---- | ---- |
| 30   | ↘0   | →0   |

### Национальный состав
Согласно результатам переписи 2002 года, в национальной структуре населения русские составляли 62 % из 30 чел.